# Libanon a 2011-es úszó-világbajnokságon
Libanon a 2011-es úszó-világbajnokságon három úszóval vett részt.

## Úszás
Férfi
| Versenyző       | Esemény                      | Selejtező | Selejtező | Elődöntő          | Elődöntő          | Döntő             | Döntő             |
| Versenyző       | Esemény                      | Idő       | Helyezés  | Idő               | Helyezés          | Idő               | Helyezés          |
| --------------- | ---------------------------- | --------- | --------- | ----------------- | ----------------- | ----------------- | ----------------- |
| Abbas Raad      | Férfi 50 méteres gyorsúszás  | 24.95     | 64        | Nem jutott tovább | Nem jutott tovább | Nem jutott tovább | Nem jutott tovább |
| Abbas Raad      | Férfi 100 méteres gyorsúszás | 54.91     | 73        | Nem jutott tovább | Nem jutott tovább | Nem jutott tovább | Nem jutott tovább |
| Wael Koubrousli | Férfi 100 méteres mellúszás  | 1:09.11   | 73        | Nem jutott tovább | Nem jutott tovább | Nem jutott tovább | Nem jutott tovább |
| Wael Koubrousli | Férfi 200 méteres mellúszás  | 2:27.08   | 50        | Nem jutott tovább | Nem jutott tovább | Nem jutott tovább | Nem jutott tovább |

Női
| Versenyző    | Esemény                     | Selejtező | Selejtező | Elődöntő          | Elődöntő          | Döntő             | Döntő             |
| Versenyző    | Esemény                     | Idő       | Helyezés  | Idő               | Helyezés          | Idő               | Helyezés          |
| ------------ | --------------------------- | --------- | --------- | ----------------- | ----------------- | ----------------- | ----------------- |
| Nibal Yamout | Női 200 méteres mellúszás   | 2:45.35   | 34        | Nem jutott tovább | Nem jutott tovább | Nem jutott tovább | Nem jutott tovább |
| Nibal Yamout | Női 200 méteres vegyesúszás | 2:27.93   | 35        | Nem jutott tovább | Nem jutott tovább | Nem jutott tovább | Nem jutott tovább |